# Tell Abraq

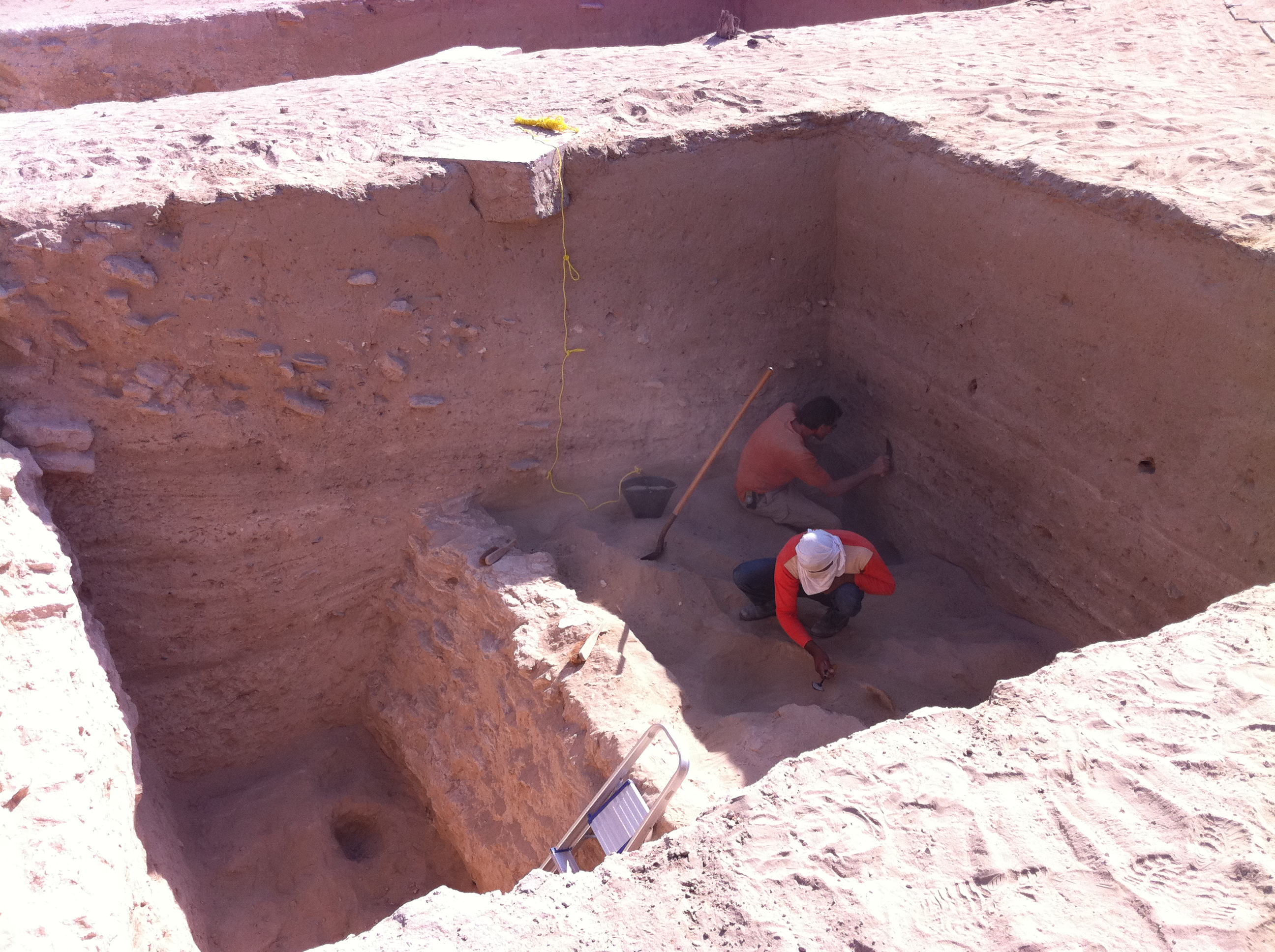
Fouille de Tell Abraq

Tell Abraq est une cité de l'est du Proche-Orient ancien, située à la frontière entre l'émirat de Sharjah et l'émirat d'Umm al-Qaiwain, Émirats arabes unis, à l'origine sur le littoral du golfe Persique.